# Магуа
Магуа (англ. Magua) — вигаданий персонаж роману Джеймса Фенімора Купера «Останній з могікан», відомий також за французьким прізвиськом «Хитра Лисиця» (фр. Le Renard Subtil). За походженням — гурон, вихований у племені могавк. Головний антагоніст у романі.

## Біографія
Магуа — ворог полковника Мунро, коменданта форту Вільям-Генрі. Він кілька разів намагається викрасти дочок полковника: Кору й Алісу. Також допомагає французькому воєначальнику маркізу де Монкальму під час нападу на форт.
Магуа розповідає Корі, що його вигнали з племені гуронів за пияцтво, хоча він був одним з вождів. Після цього він змушений був стати воїном могавків — ворогів гуронів, які у Франко-індіанській війні воювали на боці англійців. Знову ж таки за пияцтво Магуа полковник Мунро, батько Кори, наказав його відшмагати. Магуа не забув образи і вирішив помститись: змусити Кору стати його дружиною.
Під час погоні за Магуа один з його одноплемінників вбиває Кору, Магуа, в свою чергу, вбиває Ункаса, який хотів врятувати дівчину, і намагається втекти. Але Соколине Око влучним пострілом вбиває його.

## Виконавці ролі
- Останній з могікан (фільм, 1920) — Воллес Бірі
- Останній з могікан (серіал, 1932) — Боб Кортман
- Останній з могікан (фільм, 1936) — Брюс Кебот
- Останній з могікан (фільм, 1992) — Вес Стьюді